# 磯原温泉
磯原温泉（いそはらおんせん）は茨城県北茨城市磯原町にある温泉。

## 泉質
- 含硫黄-ナトリウム-塩化物・炭酸水素塩冷鉱泉（硫化水素型）
- 泉温　20℃

## 温泉街
磯原駅から少し離れた磯原海岸沿いに3軒の温泉旅館と温泉を持たない民宿が1軒存在する。
一部の旅館で日帰り入浴も扱っている。

## 歴史
昭和6年、旅館「としまや月浜の湯」の創業者である渡邊年之介が磯原海岸の先にある天妃山の麓に井戸を掘ったところ、温泉が湧出した。
翌年、その旨を創業者の親友である野口雨情（日本三大童謡詩人）に伝えたところ、その温泉を「磯原小唄」で紹介し、広く世に知られることとなった

## アクセス
- JR常磐線・磯原駅より車で3分。
- 常磐自動車道北茨城ICより車で約10分。